# Walter Conrad Arensberg
Walter Conrad Arensberg (né à Pittsburgh en Pennsylvanie le 4 avril 1878 et mort le 29 juin 1954 à Los Angeles en Californie) est un poète, écrivain, critique d'art et mécène américain, diplômé de l'université Harvard. Son père était copropriétaire et président d’une entreprise d'acier au creuset. Il se spécialise en anglais et en philosophie à l'Université de Harvard, avant de s'installer avec son épouse Louise Stevens (1879-1953) à New York entre 1914 et 1921, où leur salon devient le centre de l'avant-garde artistique et intellectuelle américaine, en particulier dadaïste. Ensemble, ils collectionnent des œuvres d'art et soutiennent des initiatives artistiques.  

## Biographie

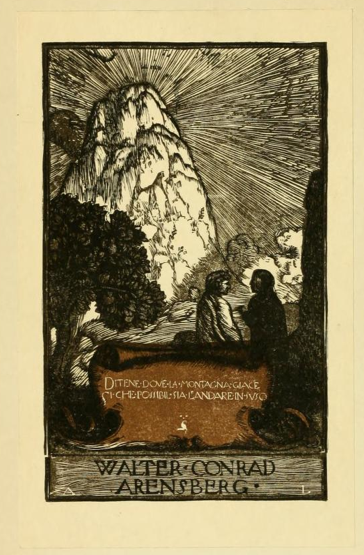
Ex libris de Walter Arensberg, conçu par Aubrey Beardsley et portant comme devise un vers de La Divine Comédie.

En 1913, les époux Arensberg assistent à l'Armory Show, la première grande exposition d'art moderne américaine, où le Nu descendant un escalier de Marcel Duchamp fait scandale. Walter Arensberg acquiert une lithographie d'Édouard Vuillard, qu'il échange ensuite contre des lithographies de Paul Cézanne ou Paul Gauguin. Puis, le couple commence à collectionner les œuvres plus modernes françaises ou américaines de Marcel Duchamp, Charles Sheeler, Walter Pach, Beatrice Wood ainsi que de l'art précolombien. 
Ils sont particulièrement proches de Marcel Duchamp, qu'ils hébergent lors de sa venue à New York en 1915, et ils ne cessent de collectionner son œuvre. Ils acquièrent en particulier le Nu descendant un escalier n° 2 en 1919 grâce à Walter Pach. Arensberg et son épouse ont fait don d'une grande partie de sa collection au Philadelphia Museum of Art qui détient ainsi la plus riche collection des œuvres de Marcel Duchamp. 
Le peintre Charles Sheeler a photographié l'appartement new-yorkais à cette époque avec ses nombreuses œuvres d'art. 
À partir de 1921, les époux Arensberg quittent New York pour Los Angeles, où ils demeurent le reste de leur vie. 
En 1937, ils établissent une fondation consacrée à l'œuvre de Francis Bacon pour promouvoir la recherche sur ce penseur. Walter Arensberg lui a consacré plusieurs écrits ainsi qu'à William Shakespeare. La même année ils achètent le tableau de Salvador Dali Construction molle aux haricots bouillis dont ils font la donation au musée d'art de Philadelphie en 1950.

## Personnalités
Parmi les personnalités qui ont fréquenté le salon des Arensberg à New York dans les années 1914-1921 figurent John Covert, Arthur Cravan, Jean et Yvonne Crotti, Charles Demuth, Katherine Dreier, Marcel Duchamp, Albert Gleizes, Mina Loy, les éditeurs Allen et Louise Norton (en), Francis Picabia, Henri-Pierre Roché, Pitts Sanborn (en), Morton Schamberg, Charles Sheeler, Joseph Stella, Wallace Stevens, Elmer Ernest Southard (en), Carl Van Vechten, Edgard Varèse, William Carlos Williams et Beatrice Wood.